# Duitsland op het Junior Eurovisiesongfestival
Duitsland debuteerde in 2020 op het Junior Eurovisiesongfestival.

## Geschiedenis
Duitsland debuteerde in 2020 op het Junior Eurovisiesongfestival. Dit was opvallend, omdat veel landen zich juist hadden teruggetrokken, in verband met de Covid-19 pandemie. Susan kreeg de eer om de eerste Duitse bijdrage ooit te leveren. Het werd evenwel geen succes. Met Stronger with you eindigde ze als twaalfde en laatste. Een jaar later tekende Duitsland wederom present, ditmaal met Pauline. Met Imagine us eindigde ze als zeventiende en op twee na laatste. In 2022 was Duitsland afwezig. Een jaar later eindigde Fia als negende.
In 2025 zal Duitsland opnieuw afwezig zijn.

## Duitse deelnames
| Jaar | Artiest | Lied                 | Plaats | Punten | Taal            |
| ---- | ------- | -------------------- | ------ | ------ | --------------- |
| 2020 | Susan   | Stronger with you    | 12     | 66     | Duits en Engels |
| 2021 | Pauline | Imagine us           | 17     | 61     | Duits en Engels |
| 2023 | Fia     | Ohne Worte           | 9      | 107    | Duits           |
| 2024 | Bjarne  | Save the best for us | 11     | 91     | Duits en Engels |

| Kleur | Betekenis      |
| ----- | -------------- |
|       | Eerste plaats  |
|       | Tweede plaats  |
|       | Derde plaats   |
|       | Laatste plaats |
|       | Gastland       |

## Gegeven en gekregen punten
| Plaats | Land      | Punten |
| ------ | --------- | ------ |
| 1      | Frankrijk | 32     |
| 2      | Spanje    | 24     |
| 3      | Armenië   | 22     |
| 4      | Oekraïne  | 20     |
| 4      | Polen     | 20     |

| Plaats | Land       | Punten |
| ------ | ---------- | ------ |
| 1      | Frankrijk  | 13     |
| 2      | Georgië    | 11     |
| 3      | Kazachstan | 9      |
| 4      | Estland    | 8      |
| 5      | Servië     | 7      |

## Twaalf punten
(Een vetgedrukte editie betekent dat het land die editie won.)
| 12 punten gegeven aan: \| Aantal \| Land \| Edities \| \| ------ \| --------- \| -------- \| \| 1 \| Armenië \| 2023 (J) \| \| 1 \| Nederland \| 2020 (J) \| \| 1 \| Polen \| 2021 (J) \| \| 1 \| Portugal \| 2024 (J) \| (J) = vakjury; (K) = kinderjury (vanaf 2016) |           |          |
| Aantal | Land      | Edities  |
| 1 | Armenië   | 2023 (J) |
| 1 | Nederland | 2020 (J) |
| 1 | Polen     | 2021 (J) |
| 1 | Portugal  | 2024 (J) |

2020 · 2021 · 2022 · 2023 · 2024